# Familia Arduinicilor
Familia Arduinicilor a reprezentat o familie de nobili franci (originari probabil din Neustria), stabilită în Italia. Ei descindeau din Arduin (Harduoin), trăgându-și numele de la acesta. 
Primul membru al familiei Arduinicilor care a intrat în Italia a fost Roger, fiul lui Arduin, devenit conte (comes) la Auriate la începutul secolului al X-lea. El și-a extins puterea și a fost succedat de fiul său, Arduin Glaber, care a transformat familia într-una dintre cele mai puternice din Italia de nord-vest. El a cucerit valea râului Susa și s-a aliat cu conții de Provence împotriva sarazinilor stabiliți la Fraxinetum. El a condus asupra ținuturilor Auriate, Torino, Asti, Albenga, probabil Bredulo, Alba și Ventimiglia. În cadrul unei reorganizări structurale a mărcilor din Italia întreprinsă de regele Berengar al II-lea de Italia în 950, teritoriile lui Arduin au fost organizate sub denumirea Marca de Torino sau Marca Arduinica. 
Arduin și-a înrudit familia cu cea a conților de Canossa, prin căsătoria dintre fiul și succesorul său, Manfred I cu Prangarda, fiica contelui Adalbert Atto de Canossa. Apoi, familia s-a apropiat de casa conducătoare din Sfântul Imperiu Roman. Nepotul lui Arduin, Ulric Manfred (Odalrich-Maginfred), a fost unul dintre cei mai puternici nobili din Italia în anii 20 ai secolului al XI-lea, atunci când a încercat să joace rolul de făcător” de regi și i-a acordat tronul lui Guillaume al V-lea de Aquitania. Fiicele lui Ulric Manfred, Adelaida și Irmgard, s-au căsătorit cu principi germani de rang înalt: ducii Herman al IV-lea, respectiv Otto al III-lea de Suabia. Ulterior, Irmgard s-a recăsătorit cu margraful Egbert I de Meissen de Meissen, unul dintre cei mai bogați margrafi din Germania, iar Adelaida, prin căsătoria cu Otto de Savoia, a fost mama Berthei, soția împăratului Henric al IV-lea, așadar împărăteasă romano-germană, și a Adelaidei care s-a căsătorit cu antiregele german Rudolf de Rheinfeld, duce al Suabiei. Adelaida (d. 1091) a fost ultimul vlăstar al casei Arduinicilor; ea a fost moștenită de fiii săi, Petru I și Amadeus al II-lea de Savoia. Posesiunile Arduinicilor din Italia au format baza constituirii puterii casei de Savoia și a Ducatului de Savoia, Regatului Sardiniei și Regatului modern al Italiei.